# Persone di nome John/Registi
| Questa pagina contiene informazioni ricavate automaticamente dalle voci biografiche con l'ausilio del template Bio e di un bot. L'aggiornamento è periodico e automatico e ricostruisce completamente la pagina. Se manca una persona in questa lista, sei pregato di non aggiungerla, ma accertati piuttosto che la sua voce biografica contenga il template Bio e che i dati anagrafici siano correttamente compilati. Se il template Bio manca, inseriscilo tu stesso o, in alternativa, metti l'avviso {{tmp\|Bio}} che ne segnala la mancanza. Se i dati riportati sono sbagliati, correggi direttamente la voce biografica; le modifiche saranno visibili in questa lista entro pochi giorni. Per chiarimenti vedi il progetto antroponimi. La lista contiene solo le 94 persone che sono citate nell'enciclopedia e per le quali è stato implementato correttamente il template Bio. Pagina aggiornata al 6 mag 2025. |

Questa è una lista di persone presenti nell'enciclopedia che hanno il nome John e sono registi.

## A(6)
- John G. Adolfi, regista, attore e sceneggiatore statunitense (New York, n. 1888 - Canoe River, † 1933)
- John Akomfrah, regista e sceneggiatore britannico (Londra, n. 1957)
- John Appel, regista olandese (Wognum, n. 1958)
- John Ashford, regista britannico (n. 1944 - † 2023)
- John H. Auer, regista e produttore cinematografico ungherese (Budapest, n. 1906 - North Hollywood, † 1975)
- John G. Avildsen, regista, montatore e direttore della fotografia statunitense (Oak Park, n. 1935 - Los Angeles, † 2017)

## B(6)
- John Badham, regista, produttore cinematografico e produttore televisivo britannico (Luton, n. 1939)
- John Baxter, regista cinematografico britannico (Foot's Cray, n. 1896 - Londra, † 1975)
- John Berry, regista, sceneggiatore e attore statunitense (New York, n. 1917 - Parigi, † 1999)
- John G. Blystone, regista statunitense (Rice Lake, n. 1892 - Beverly Hills, † 1938)
- John Boorman, regista, sceneggiatore e produttore cinematografico britannico (Shepperton, n. 1933)
- John e Roy Boulting, regista, sceneggiatore e produttore cinematografico inglese (Bray, n. 1913 - Sunningdale, † 1985)

## C(7)
- John Carney, regista e sceneggiatore irlandese (Dublino, n. 1972)
- John Carpenter, regista, sceneggiatore e compositore statunitense (Carthage, n. 1948)
- John H. Collins, regista e sceneggiatore statunitense (New York, n. 1889 - New York, † 1918)
- John Cromwell, regista, attore e impresario teatrale statunitense (Toledo, n. 1886 - Santa Barbara, † 1979)
- John Crowley, regista irlandese (Cork, n. 1969)
- John Curran, regista e sceneggiatore statunitense (Utica, n. 1960)
- Graham Cutts, regista, sceneggiatore e produttore cinematografico britannico (Brighton, n. 1885 - Londra, † 1958)

## D(8)
- John Dahl, regista e sceneggiatore statunitense (Billings, n. 1956)
- John A. Davis, regista, sceneggiatore e illustratore statunitense (Dallas, n. 1961)
- John Derek, regista, attore e fotografo statunitense (Los Angeles, n. 1926 - Santa Maria, † 1998)
- John Dexter, regista britannico (Derby, n. 1925 - Londra, † 1990)
- Saul Dibb, regista e sceneggiatore britannico (Londra, n. 1968)
- John Francis Dillon, regista e attore statunitense (New York, n. 1884 - Los Angeles, † 1934)
- John Erick Dowdle, regista e sceneggiatore statunitense (Saint Paul, n. 1972)
- John Duigan, regista, sceneggiatore e attore australiano (Hartley Wintney, n. 1949)

## E(2)
- John English, regista e montatore britannico (Cumberland, n. 1903 - Los Angeles, † 1969)
- John Erman, regista statunitense (Chicago, n. 1935 - New York, † 2021)

## F(7)
- John Farrow, regista e sceneggiatore australiano (Sydney, n. 1904 - Beverly Hills, † 1963)
- John Fawcett, regista, sceneggiatore e produttore cinematografico canadese (n. 1968)
- John Ford, regista e produttore cinematografico statunitense (Cape Elizabeth, n. 1894 - Palm Desert, † 1973)
- John Flynn, regista e sceneggiatore statunitense (Chicago, n. 1932 - Pacific Palisades, † 2007)
- John Fortenberry, regista e produttore cinematografico statunitense (Jackson, n. 1970)
- John Foster, regista e fumettista statunitense (n. 1886 - † 1959)
- John Frankenheimer, regista statunitense (New York, n. 1930 - Los Angeles, † 2002)

## G(6)
- John Gilling, regista e sceneggiatore inglese (Londra, n. 1912 - Madrid, † 1984)
- John Glen, regista e montatore britannico (Sunbury-on-Thames, n. 1932)
- John Gray, regista, sceneggiatore e produttore televisivo statunitense (Brooklyn)
- John Greyson, regista, sceneggiatore e produttore cinematografico canadese (Toronto, n. 1960)
- John Griffith Wray, regista e sceneggiatore statunitense (Minneapolis, n. 1881 - Los Angeles, † 1929)
- John Guillermin, regista inglese (Londra, n. 1925 - Topanga, † 2015)

## H(10)
- John Lee Hancock, regista e sceneggiatore statunitense (Longview, n. 1956)
- John D. Hancock, regista statunitense (Kansas City, n. 1939)
- John Harrison, regista cinematografico, sceneggiatore e produttore cinematografico statunitense (Pittsburgh, n. 1948)
- John Herzfeld, regista, sceneggiatore e attore statunitense (Newark, n. 1947)
- John Hillcoat, regista e sceneggiatore australiano (Queensland, n. 1961)
- John Hough, regista inglese (Londra, n. 1941)
- John Hubley, regista, sceneggiatore e animatore statunitense (Marinette, n. 1914 - New Haven, † 1977)
- John Hughes, regista, sceneggiatore e produttore cinematografico statunitense (Lansing, n. 1950 - New York, † 2009)
- John Huston, regista, attore e sceneggiatore statunitense (Nevada, n. 1906 - Middletown, † 1987)
- John Hyams, regista, sceneggiatore e direttore della fotografia statunitense

## I(1)
- John Irvin, regista britannico (Newcastle upon Tyne, n. 1940)

## K(3)
- John Kent Harrison, regista e sceneggiatore canadese (London, n. 1947)
- John Korty, regista, montatore e sceneggiatore statunitense (Lafayette, n. 1936 - Point Reyes Station, † 2022)
- John Krokidas, regista, sceneggiatore e produttore cinematografico statunitense (Springfield, n. 1973)

## L(3)
- John Lafia, regista e produttore cinematografico statunitense (New York, n. 1957 - Los Angeles, † 2020)
- John Landis, regista, sceneggiatore e attore statunitense (Chicago, n. 1950)
- John Luessenhop, regista statunitense

## M(12)
- John Mackenzie, regista scozzese (Edimburgo, n. 1932 - Londra, † 2011)
- John Madden, regista cinematografico e regista televisivo britannico (Portsmouth, n. 1949)
- John Maybury, regista inglese (Londra, n. 1958)
- John P. McCarthy, regista, sceneggiatore e attore statunitense (San Francisco, n. 1884 - Pasadena, † 1962)
- John Michael McDonagh, regista e sceneggiatore irlandese (Londra, n. 1967)
- John McKay, regista scozzese
- John McNaughton, regista, sceneggiatore e produttore cinematografico statunitense (Chicago, n. 1950)
- John McTiernan, regista e produttore cinematografico statunitense (Albany, n. 1951)
- John Milius, regista, sceneggiatore e produttore cinematografico statunitense (Saint Louis, n. 1944)
- John Moore, regista, sceneggiatore e produttore cinematografico irlandese (Dundalk, n. 1970)
- John Llewellyn Moxey, regista britannico (n. 1925 - University Place, † 2019)
- John Musker, regista, sceneggiatore e produttore cinematografico statunitense (Chicago, n. 1953)

## N(1)
- John W. Noble, regista e sceneggiatore statunitense (Pottstown, n. 1880 - Pottstown, † 1946)

## P(1)
- John Pasquin, regista e produttore televisivo statunitense (Beloit, n. 1944)

## R(4)
- John Rawlins, regista e montatore statunitense (Long Beach, n. 1902 - Arcadia, † 1997)
- John Rich, regista statunitense (New York, n. 1925 - Los Angeles, † 2012)
- John S. Robertson, regista e attore canadese (London, n. 1878 - Escondido, † 1964)
- John Rutherford, regista e produttore cinematografico statunitense (n. 1964)

## S(9)
- John Sayles, regista, sceneggiatore e montatore statunitense (Schenectady, n. 1950)
- John Schlesinger, regista, attore e sceneggiatore britannico (Londra, n. 1926 - Palm Springs, † 2003)
- John Schultz, regista, sceneggiatore e produttore cinematografico statunitense (New York, n. 1960)
- John Alan Schwartz, regista cinematografico e sceneggiatore statunitense (New York, n. 1952 - Topanga, † 2019)
- John Singleton, regista, sceneggiatore e produttore cinematografico statunitense (Los Angeles, n. 1968 - Los Angeles, † 2019)
- John M. Stahl, regista e produttore cinematografico statunitense (Baku, n. 1886 - Los Angeles, † 1950)
- John Stevenson, regista, animatore e illustratore britannico (Londra, n. 1958)
- Whit Stillman, regista e sceneggiatore statunitense (Washington, n. 1952)
- John Sturges, regista, montatore e produttore cinematografico statunitense (Oak Park, n. 1910 - San Luis Obispo, † 1992)

## T(2)
- J. Lee Thompson, regista, sceneggiatore e produttore cinematografico britannico (Bristol, n. 1914 - Sooke, † 2002)
- John Trengove, regista sudafricano (Johannesburg, n. 1978)

## W(6)
- John Waters, regista, sceneggiatore e scrittore statunitense (Baltimora, n. 1946)
- John Waters, regista statunitense (New York, n. 1893 - Hollywood, † 1965)
- Chris Wedge, regista, animatore e doppiatore statunitense (Binghamton, n. 1957)
- John Whitesell, regista e produttore televisivo statunitense (Iowa Falls, n. 1953)
- John Wilson, regista, sceneggiatore e produttore cinematografico statunitense (New York, n. 1986)
- John Woo, regista e sceneggiatore hongkonghese (Canton, n. 1946)